# Gene Trautmann

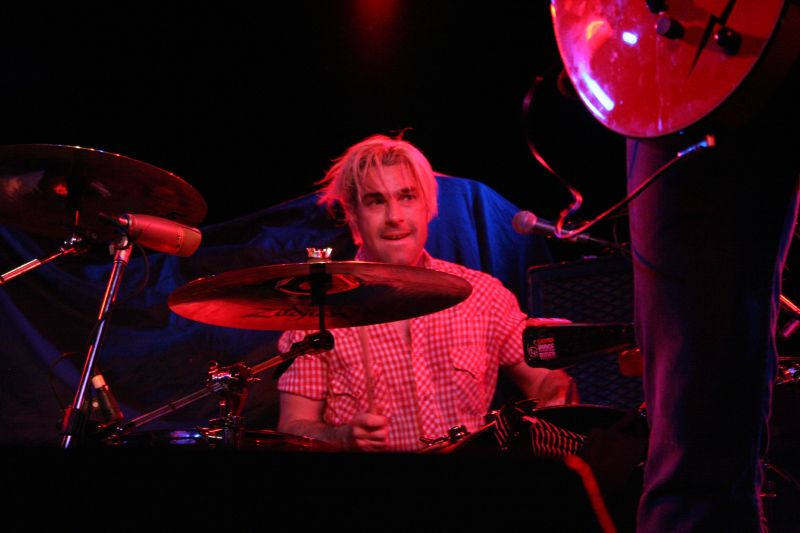
Gene Trautmann tocando com o Eagles of Death Metal.

Gene Trautmann (nascido em 1966, em Portland, Oregon) é o baterista do Eagles of Death Metal e ex-baterista do Queens of the Stone Age, e The Miracle Workers. Começou a tocar bateria com 11 anos e mudou-se para Los Angeles com 19.

## Discografia
- Rated R
- Desert Sessions Volume 5 & 6